# Sienna Kotlina

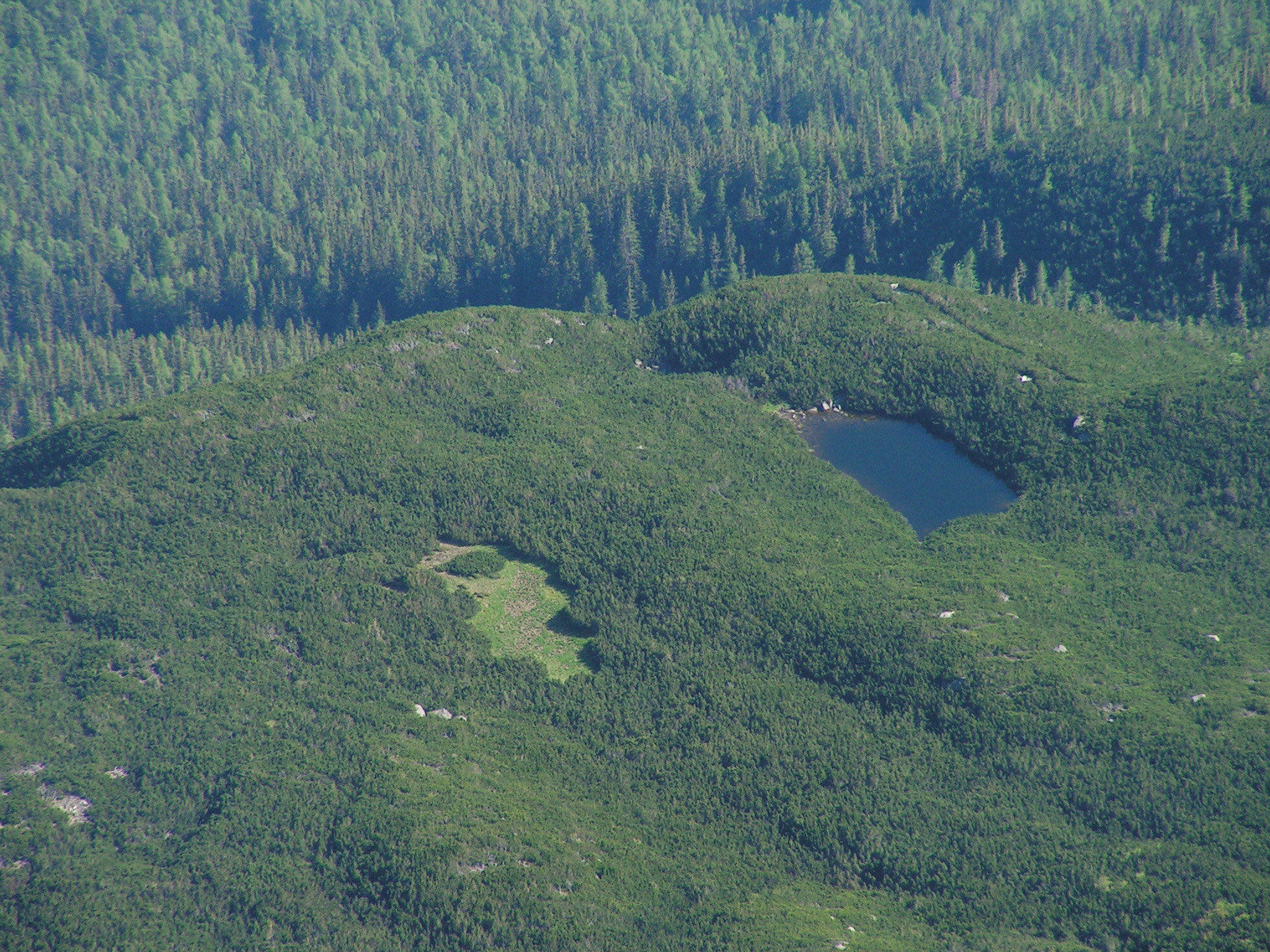
Sienna Kotlina i Sławkowskie Stawki

Sienna Kotlina (słow. Kotol Slavkovských plies) – kotlina znajdująca się u stóp południowych stoków Sławkowskiego Szczytu w słowackiej części Tatr Wysokich. Na dnie Siennej Kotliny leżą trzy Sławkowskie Stawki, jej południową częścią przebiega fragment czerwono znakowanej Magistrali Tatrzańskiej. Od zachodu sąsiaduje ona z Doliną Sławkowską, od której oddzielona jest granią wybiegającą na południe od masywu Sławkowskiego Szczytu. W grani tej wznosi się Sienna Kopa, która stanowi jej najbardziej na południe wysunięte wzniesienie.

## Szlaki turystyczne
– znakowana czerwono Magistrala Tatrzańska na odcinku od Wielickiego Stawu do Smokowieckiego Siodełka.
- Czas przejścia: 2:05 h, z powrotem 2:25 h